# Ельза
«Ельза» (нім. Elsa) — німецько-радянський телефільм 1991 року, знятий режисером Хартмутом Грісмайєром на студії «Грузія-телефільм».

## Сюжет
Ніяк не чекає грузинський режисер, який приїхав до Німеччини здійснити свою мрію і поставити виставу, що всі його почуття будуть сповнені кохання до жінки на ім'я Ельза.

## У ролях
- Ханнелоре Ельснер — Ельза Шауманн
- Георгій Харабадзе — Георгій Мікеладзе
- Матіас Кнісбек — Херрманн Горгес, театральний продюсер
- Давид Квірцхалія — Темо, друг Георгія
- Ніка Харабадзе — Леван, син Георгія
- Кеті Панцхава — Ніно, дружина Георгія
- Байя Двалішвілі — Майя, дружина Темо
- Едда Леєш — Віра
- Георг Лен — Лохнер
- Нанулі Сараджишвілі — Лілі, помічник режисера
- Маттіас Понньє — Пітер
- Херман Ведекінд — епізод
- Лела Карумідзе — епізод
- Фелікс фон Мантойффель — німецький театральний артист
- Михайло Вашадзе — дідусь
- Юрій Рост — епізод

## Знімальна група
- Режисер — Хартмут Грісмайєр
- Сценаристи — Давид Агіашвілі, Манфред Якобс, Хартмут Грісмайєр
- Оператор — Клаус-Пітер Вебер
- Композитор — Йорген Вольтер
- Художники — Георгій Лапіашвілі, Гюнтер Нойманн